# История рыцаря
«Исто́рия ры́царя» (англ. A Knight's Tale) — американский кинофильм 2001 года. Автором сценария и режиссёром фильма является Брайан Хелгеленд. Название фильма позаимствовано у одного из «Кентерберийских рассказов» Джеффри Чосера, который является одним из персонажей фильма.
Особенность фильма — сознательное использование множества анахронизмов — современные танцы, спортивные «кричалки», конферанс (представление участников) в стиле современных спортивных соревнований, ссылание на современные бренды (клеймо на доспехах выполнено как логотип фирмы Nike). В саундтреке фильма используются рок-хиты — «We Will Rock You» и «We Are the Champions» группы Queen, «Golden Years» Дэвида Боуи, «The Boys Are Back in Town» группы Thin Lizzy, «You Shook Me All Night Long» группы AC/DC и многие другие.

## Сюжет
XIV век. В Средневековой Европе популярны рыцарские турниры, в которых воины сражаются копьями пешими, на мечах пешими и копьями верхом. В одном из таких турниров рыцарь сэр Эктор, у которого с детства служил оруженосцем Уильям Тэтчер, после трёх побед получает смертельные повреждения и гибнет. Уильям решает рискнуть и выступить в доспехах сэра Эктора, которые помогают ему надеть слуги сэра Эктора, Роланд и Уот. Уильям побеждает и получает главный приз, однако он жаждет соревноваться и дальше, несмотря на то, что только лицам благородного происхождения разрешается сражаться. Он уговаривает Роланда и Уота сохранить деньги — 13 серебряных флоринов — для дальнейшей подготовки к турнирам и вместе с ними тренируется к боям на мечах и копьях. На пути в первый турнир в Руан трое встречают Джеффри Чосера, юного поэта, который задолжал много денег и в итоге остался без одежды. Чосер говорит, что может составить любую дворянскую грамоту, чем и пользуется Уильям, уговаривая его составить для себя родословную на целых шесть поколений. Отныне Уильям известен как «Ульрих фон Лихтенштайн из Гелдерланда», под которым его объявляет Чосер как герольд. Уильям же узнаёт, что Чосер проиграл в кости очень много денег двум людям по имени Симон и Питер, которые зарабатывают, продавая индульгенции. Уильям обязуется заплатить выкуп за Джеффри, чтобы тот не был покалечен как безнадёжный должник, а сам же встречает леди Джоселин в городе, прекрасную даму.
В турнирах каждый поединок состоит из трёх заездов, или трёх копий. За сломанное копьё о туловище противника рыцарь получает один балл, за сломанное копьё о шлем соперника — два балла (это сложнее, поскольку копьё может пройтись по шлему, не сломавшись), а за выбитого из седла противника — три балла и коня соперника. Побеждает тот, кто наберёт больше баллов. На турнире Уильям легко одерживает победы на мечах и становится победителем в этой категории, но его доспехи сильно повреждены, и их чинит женщина-кузнец по имени Кейт. В конных схватках он сходится в поединке с сэром Томасом Колвиллем, который после двух раундов получает рану и просит Ульриха (Уильяма) завершить бой, поскольку не хочет потерять свою честь. Уильям принимает мужественное решение, и оба расходятся, не преломив копья друг о друга, чему удивляются многие. Присутствующая на турнире леди Джоселин называет милосердие Ульриха сильным качеством, но с этим не согласен граф Адемар, командир вольных отрядов, который является действующим победителем турнира на копьях.
В решающем поединке Уильям и Адемар сходятся в боях на копьях трижды: первый раз они преламывают копья друг о друга, второй раз Уильям преламывает своё копьё, но в третий раз Адемар сшибает шлем с Ульриха. Когда леди Джоселин вручает подарки, Адемар уязвляет самолюбие Уильяма, утверждая следующее: «Вы были взвешены, вы были измерены и были признаны негодным», отказываясь сражаться с ним впредь. Разгневанный Ульрих клянётся своим слугам отомстить в следующем же поединке против графа Адемара и ради этого отказывается дальше сражаться на мечах. Часть выигрыша Уильям тратит, чтобы оплатить долги Джеффри, а позже Уильям участвует в танцевальном вечере, обучившись танцам у кузнеца Кейт, которая выковывает ему новые доспехи — лёгкие, но прочные.
Вскоре на последующем турнире появляется снова рыцарь сэр Томас Колвилль, с которым ранее сходился Уильям в бою. Однако кто-то из герольдов выясняет, что на самом деле это принц Эдуард, известный как Чёрный Принц. Адемар отказывается сражаться, чтобы не навредить наследнику английского трона, но Уильям решает сразиться, вопреки просьбам слуг. Они сходятся в бою, преламывая копья, и Уильям обращается к Эдуарду по имени, зарабатывая его уважение, но всё ещё жаждет отомстить Адемару за оскорбление. Граф отбывает на юг Франции под Пуатье, и в его отсутствие Ульрих побеждает на турнирах, чем Адемар крайне возмущён. К тому моменту Уильям успел поссориться с Джослин и пишет ей письмо с просьбой простить его. В ответ Джослин просит его проиграть следующий турнир, чтобы тот доказал свою любовь, что Ульрих и делает, а затем выиграть во имя Джослин тот же турнир после всего случившегося.
Следующий турнир проходит в Лондоне — это чемпионат мира, куда устремляется Уильям. Уильям вспоминает, что когда-то ему отец сказал, что для человека возможно не только стать рыцарем, но и достать звёзды, если он очень этого хочет. В Лондон прибывает для участия и граф Адемар, заявляя, что будет просить руки леди Джоселин. Хотя Уильям и триумфально выступает на турнире, он решается отыскать своего ослепшего отца-кровельщика Джона Тэтчера, который живёт в Чипсайде и которого Уильям не видел 12 лет. Адемар тайно следит за Уильямом и выясняет, что Уильям — не дворянин и что у него не было благородных кровей. Уильяма арестовывают и бросают в тюрьму, где его избивает Адемар, оскорбляя Уильяма: «Тебя взвесили, измерили и признали непригодным, и я не знаю, в каком мире ты смог бы победить меня, сын кровельщика!». Роланд и Уот с большим трудом спасают Уильяма, которого привязали к позорному столбу, от растерзания толпы. Ситуацию исправляет принц Эдуард, который объявляет, что Уильям не только происходит из благородного семейства, но и что его личные качества — те самые, что присущи рыцарю. Уильям немедленно освобождён, посвящён в рыцари и теперь зовётся сэр Уильям Тэтчер.
Уильям готовится к схватке с Адемаром в финальном поединке, и последний берёт не тупое, как на рыцарских поединках копьё, а острое, с намерением убить Уильяма. Дважды Уильям проигрывает, получая ранение в плечо и роняя пику. Теперь у него всего один шанс — графа надо выбить из седла, ради чего он снимает с себя доспехи, а Уот фиксирует копьё, чтобы оно не выпало, пока Джеффри в своей краткой речи называет настоящее имя своего господина. В решающем заезде Уильям видит своего отца и Джослин, что вдохновляет его — выкрикивая своё настоящее имя, Уильям в третьем заезде выбивает Адемара и побеждает. Лежащему на земле Адемару приходит видение, в котором Уильям и его друзья лукаво произносят: «Ты был взвешен, ты был измерен и был признан никуда не годным. Вот ты и в другом мире!» Турнир заканчивается поцелуем леди Джоселин и сэра Уильяма, а Чосер обещает написать книгу об этих событиях.

## В ролях
| Актёр             | Роль                                       |
| ----------------- | ------------------------------------------ |
| Хит Леджер        | Уильям Тэтчер / Сэр Ульрих фон Лихтенштайн |
| Шэннин Соссамон   | Леди Джоселин                              |
| Руфус Сьюэлл      | граф Адемар                                |
| Марк Эдди         | слуга Уильяма Роланд                       |
| Алан Тьюдик       | слуга Уильяма Уот                          |
| Пол Беттани       | поэт Джеффри Чосер герольд Уильяма         |
| Лора Фрейзер      | вдова Кейт Кузнец личный кузнец Уильяма    |
| Беренис Бежо      | служанка леди Джоселин Кристиана           |
| Кристофер Кейзнов | отец Уильяма Джон Тэтчер                   |
| Джеймс Пьюрфой    | Эдуард Чёрный Принц                        |
| Карел Добрый      | Оруженосец короля Фландрии                 |

## Съёмки фильма
Фильм был снят на Barrandov Studios в Праге, в Чехии. В качестве массовки были задействованы местные актёры, что иногда приводило к недоразумениям. Например, в сцене, где Чосер представляет «сэра Ульриха», зрители сначала изумленно молчат, их реакция, вернее её отсутствие, не наигранна: статисты не понимали английского. Эта сцена была оставлена в фильме.
В большом количестве эпизодов фильма используются съёмки рыцарского поединка на копьях. При съёмке таких эпизодов происходило большое количество несчастных случаев. Так, например, в начальной сцене фильма, в которой на фоне поясняющей надписи о распространении рыцарских поединков рыцарь получает удар копьём и падает, показан реальный несчастный случай, произошедший на съёмочной площадке. Удар копья пришёлся не туда, куда был запланирован, и дублёр Хита Леджера упал с коня и потерял сознание.
В другом инциденте, произошедшем уже в момент репетиции, Хит Леджер, показывая движения копьём, выбил режиссёру Брайану Хелгеленду передние зубы. Травма была настолько серьёзной, что заживала в течение нескольких месяцев.
Немало усилий съёмочной группы было направлено на создание копий, которые, с одной стороны, эффектно разлетались на щепки при ударе, а с другой стороны, не травмировали бы каскадёра. В итоге на каждом копье были насечки, позволяющие ему легко ломаться, а наконечник был сделан из очень мягкого и легкого бальсового дерева. Чтобы при ударе копьё красиво разлеталось на обломки, в наконечнике была полость, заполненная щепками бальсы, невареными макаронами и опилками.
Звук, который зрители слышат во время удара копьями, — это звук стреляющей гаубицы, замедленный вдвое.

## Отзывы критиков
В целом фильм получил умеренные отзывы критиков. Энтони Лейн (в статье, посвящённой Дэвиду Боуи) описал сцену танцев под «Golden Years» как «самый лучший и честный анахронизм» из всех, что он видел.

## Судебный конфликт
В июне 2001 года в печатной рекламе фильма (а также ещё 4 фильмов, выпущенных Columbia Pictures), содержался комментарий несуществующего кинокритика Дэвида Мэннинга. Как оказалось впоследствии, Мэннинг, кинокритик из небольшого города штата Коннектикут, был «создан» одним из сотрудников рекламного отдела Columbia Pictures. В августе 2005 года компания Sony, в качестве возмещения ущерба, согласилась выплатить по 5 долларов всем, кто посмотрел фильмы «Животное», «Патриот», «Вертикальный предел», «Невидимка» и «История рыцаря» в любом американском кинотеатре в период с 3 августа 2000 по 31 октября 2001 года.

## Кассовые сборы
Стартовав в американском прокате 11 мая 2001 года, фильм собрал за первый уик-энд 16,5 миллиона долларов, заняв по итогам уик-энда второе место и уступив фильму «Мумия возвращается». Всего в американском прокате фильм собрал 56,5 миллиона долларов. Мировые сборы — 117 миллионов долларов.